# Ö3-Hitnacht
Die Ö3-Hitnacht ist eine österreichische Radio-Late-Night-Show. Die Sendung startete am 3. Juli 2018 und wird bis heute ausgestrahlt. Die Show ist ein Nachgänger der Ö3-Wunschnacht.

## Allgemeines
Die Ö3-Hitnacht ist seit dem 3. Juli 2018 die Nachtsendung von Hitradio Ö3. Sie wird derzeit in den Nächten Sonntag auf Montag bis Donnerstag auf Freitag von 0:00 bis 5:00 Uhr, in den Nächten von Freitag auf Samstag und von Samstag auf Sonntag von 1:00 bis 6:00 Uhr sowie in den Nächten vor Feiertagen, die auf Montag bis Freitag fallen, von 0:00 bis 6:00 Uhr ausgestrahlt. Sie ist die Nachfolgesendung der Ö3-Wunschnacht. Wie die Vorgängersendung wird die Ö3-Hitnacht live moderiert. Aktuell wird die Sendung von Marcel Kilic, Jana Petrik, Daniela Schmidt, Emma Ströbitzer, Sharon Talissa, Cindy Podloucky, Paul Urban und Martin Ziniel moderiert. Die Ö3-Nachrichtenredaktion ist auch in der Nacht personell besetzt. Der Ö3-Verkehrsservice wird von der Moderatorin oder dem Moderator gesprochen. Angereichert ist die Ö3-Hitnacht mit Beiträgen aus der Wetterredaktion, dem Veranstaltungskalender und Comedy-Beiträgen.

## Musik
Wie bei jeder Nachtsendung, spielt Ö3 auch hier keine Werbeunterbrechungen. Es werden durchschnittlich 17 Songs gespielt. Jedoch gibt es manchmal kurze Beiträge von den jeweiligen Moderatoren. Die Genre ist Hot AC.

## Sonstiges

### Ö3-Weihnachtswunder
Jedes Jahr moderieren Andi Knoll, Gabi Hiller und Robert Kratky 24 Stunden live von einem bestimmten Ort. Deshalb wird zu Weihnachten 4 Tage lang keine Ö3-Hitnacht gesendet.

### Ö3-Silvestercountdown
Im Dezember 2022 moderierten Marcel Kilic und Sharon Talissa gemeinsam die Sendung. Grund dafür war der Ö3-Silvestercountdown. Da es sich vermutlich zeitlich nicht ausging, tausend Hits in 4 Tagen zu senden, wurde es um 4 Stunden verzogen.

### Ö3x
Jeden Samstag und Sonntag beginnt die Ö3-Hitnacht eine Stunde später und hörte dafür eine Stunde später auf. Grund dafür ist, das davor die Ö3-Remix-Show Ö3x gesendet wird.